# War Orphans
War Orphans är ett musikalbum från 1998 av Bobo Stenson Trio.

## Låtlista
1. Oleo de mujer con sombrero (Silvio Rodríguez) – 8'33
2. Natt (Anders Jormin) – 8'10
3. All My Life (Ornette Coleman) – 6'26
4. Eleventh of January (Anders Jormin) – 5'58
5. War Orphans (Ornette Coleman) – 6'18
6. Sediment (Anders Jormin) – 5'22
7. Bengali Blue (Bobo Stenson) – 8'19
8. Melancholia (Duke Ellington) – 5'29

## Medverkande
- Bobo Stenson – piano
- Anders Jormin – bas
- Jon Christensen – trummor

### Fotnoter
1. ↑  ”Svensk mediedatabas”. http://smdb.kb.se/catalog/id/001519437. Läst 23 oktober 2011.